# Souhail Yechou
Souhail Yechou (en arabe : سهيل إشو), né le 27 octobre 1992 à Casablanca (Maroc) est un footballeur marocain évoluant avec le club du FUS de Rabat. Il joue au poste de milieu de terrain.

## Biographie
Souhail Yechou naît à Casablanca et débute le football dans le club amateur du Rachad Bernoussi. Après un passage chez les jeunes de l'OC Khouribga, il obtient son premier contrat professionnel à l'AS Salé. Il y dispute seulement dix matchs en trois saisons.
Le 15 juin 2017, il signe un contrat de cinq ans au RS Berkane. Il dispute une saison et gagne la Coupe du Trône. Lors de sa deuxième saison dans le club, il est finaliste de la Coupe de la confédération en 2019. Il remporte finalement le titre continental une saison plus tard en 2020.
Le 19 août 2020, il signe un contrat de trois ans dans un club nouvellement promu en Division 1, le Maghreb Association sportive.

## Palmarès
| RS Berkane - Coupe du Trône (1) : - Vainqueur : 2017-18. - Coupe de la confédération (1) : - Vainqueur : 2019-20. - Finaliste : 2018-19. |